# Norwich City Football Club 2019-2020
Questa voce raccoglie le informazioni riguardanti il Norwich City Football Club nelle competizioni ufficiali della stagione 2019-2020.

## Maglie e sponsor
| Casa | Trasferta | Terza divisa |

Sponsor ufficiale: DafaBet
Fornitore tecnico: Erreà

## Rosa
Aggiornata al 31 gennaio 2020.
| N. |                                 | Ruolo | Calciatore              |
| -- | ------------------------------- | ----- | ----------------------- |
| 1  | Paesi Bassi (bandiera)          | P     | Tim Krul                |
| 2  | Inghilterra (bandiera)          | D     | Max Aarons              |
| 3  | Inghilterra (bandiera)          | D     | Sam Byram               |
| 4  | Inghilterra (bandiera)          | D     | Ben Godfrey             |
| 5  | Scozia (bandiera)               | D     | Grant Hanley (capitano) |
| 6  | Germania (bandiera)             | D     | Christoph Zimmermann    |
| 7  | Germania (bandiera)             | C     | Lukas Rupp              |
| 8  | Bosnia ed Erzegovina (bandiera) | C     | Mario Vrančić           |
| 10 | Germania (bandiera)             | C     | Moritz Leitner          |
| 11 | Cuba (bandiera)                 | A     | Onel Hernández          |
| 12 | Irlanda del Nord (bandiera)     | D     | Jamal Lewis             |
| 14 | Inghilterra (bandiera)          | C     | Todd Cantwell           |

| N. |                             | Ruolo | Calciatore        |
| -- | --------------------------- | ----- | ----------------- |
| 15 | Svizzera (bandiera)         | D     | Timm Klose        |
| 17 | Argentina (bandiera)        | C     | Emiliano Buendía  |
| 18 | Germania (bandiera)         | C     | Marco Stiepermann |
| 19 | Germania (bandiera)         | C     | Tom Trybull       |
| 20 | Svizzera (bandiera)         | A     | Josip Drmić       |
| 21 | Germania (bandiera)         | P     | Ralf Fährmann     |
| 22 | Finlandia (bandiera)        | A     | Teemu Pukki       |
| 23 | Scozia (bandiera)           | C     | Kenny McLean      |
| 25 | Slovacchia (bandiera)       | C     | Ondrej Duda       |
| 27 | Norvegia (bandiera)         | C     | Alexander Tettey  |
| 33 | Irlanda del Nord (bandiera) | P     | Michael McGovern  |
| 35 | Irlanda (bandiera)          | A     | Adam Idah         |